# Otero (montaña)
Otero es una montaña situada en la divisoria entre los municipios cántabros de San Miguel de Aguayo y Campoo de Yuso (España). Tiene un repetidor de televisión. En la parte más destacada del cerro hay un vértice geodésico que marca una altitud de 1250,60 m s. n. m. desde la base del pilar. Se puede llegar aquí en vehículo todo terreno desde Servillas (Campoo de Yuso), a través de una pista de unos tres kilómetros. La vía normal de ascensión es desde San Miguel de Aguayo.
También se le conoce como Carbajal.